# 21 Herculis
21 Herculis, eller o Herculis, är en vit jätte i Herkules stjärnbild.
Stjärnan har visuell magnitud +5,82 och synlig för blotta ögat vid god seeing. Den befinner sig på ett avstånd av ungefär 365 ljusår.